# NGC 3409
NGC 3409 este o galaxie spirală situată în constelația Hidra. A fost descoperită în 1886 de către Francis Leavenworth. Se află la o distanță de 91,2 de megaparseci de Pământ.